# Joseph Brahim Seid
Joseph Brahim Seid (N'Djamena, 1927 - 1980) fou un diplomàtic i escriptor txadià, reconegut internacionalment per la seva obra literària.

## Biografia
Nascut a N'Djamena el 1927, Said va estudiar a escoles colonials franceses de la seva ciutat natal primer, per després continuar la seva formació primària i secundària a Brazzaville i al Caire. Es traslladà a França per cursar estudis universitaris i es llicencià en Dret a la Universitat de Lió el 1955. Fou Ambaixador del Txad al país després que s'assolis la independència, de 1960-1966 i, de tornada al Txad, exercí com a Ministre de Justícia del Txad, tasca que realitzà dotze anys durant una de les èpoques més turbulentes de la política del país, de 1966 fins al 1975.
Va començar a publicar els seus primers llibres de contes, faules i narracions tradicionals basades en la cultura oral als 35 anys, d'entre els quals es poden destacar Au Tchad sous les étoiles (1962) on sis de
catorze episodis històrics del Txad es narren des d'una visió mitològica; i l'obra autobiogràfica Un enfant du Tchad (1967).